# 왕셴보
왕셴보(중국어 간체자: 王显波, 정체자: 王顕波, 병음: Wáng Xiǎnbō, 한자음: 왕현파, 1976년 8월 28일~)는 중화인민공화국의 유도 선수이다. 1996년 하계 올림픽 여자 미들급에서 동메달을 획득했다.